# 不敗の恋人
『不敗の恋人』（ふはいのこいびと）は、ビビアン・スーの日本でのセカンド・アルバムである。2000年3月23日にソニー・ミュージックレーベルズから12センチCD（規格品番：BVCR-11018）形式でリリースされた。全10曲収録。
CD帯のキャッチコピーは「台湾を中心にアジアで記録的大ヒットとなったソロアルバムの日本盤。アジアン・ポップスの枠を越え、シンガー、ビビアンの魅力満載の全10曲。[日本再しレコーディング4曲、未発表3曲含む。]」。

## 概要
ビビアン・スーの日本での2枚目のソロ・アルバムであり、前作のファースト・アルバム『天使・想(Xiang)』から約4年ぶりのリリース。1999年11月24日に台湾でリリースされた同名の中国語アルバムで、日本語詞も収録している。本作は台湾盤の収録曲を変えて制作され、3曲の中国語曲を含む計10曲を収録。また、台湾で『Happy Past Days』のタイトルで2曲のボーナス・トラックを加えて発売された。

## 批評
CDジャーナルは、「ブラピで大人気の彼女のソロ・アルバム。昨年末に台湾でリリースされたもので、もちろん日本語詞も収録。台湾盤とは構成を変えて制作されボーナス・トラックも収録。キュートが詰まった1枚。」と評した。

## 曲目リスト
台湾盤『不敗の恋人』
1. 不敗の戀人 [3:42]
2. 不愛了 [4:17]
3. 希臘咒語 [4:30]
4. 姐 妳睡了嗎 [4:30]
5. 蠟燭愛情 [4:27]
6. 不需要理由 [4:03]
7. 21世紀 [3:39]
8. 貝殼 [4:05]
9. Rock & Roll Secret [4:46]
10. Ars Amatoria [4:27] ＜「希臘咒語」の日本語バージョン＞

日本盤『不敗の恋人』／台湾盤『Happy Past Days』
1. Ars Amatoria [4:30] ＜「希臘咒語」の日本語バージョン＞
  - 作詞：鍋田幸子 / 作曲・編曲：成田忍
2. Happy Past Days [4:45]
  - 作詞：さいとういんこ / 作曲：山田直毅 / 編曲：滝沢淑行
3. Powder of Star Light [4:33]
  - 作詞・作曲・編曲：bice
4. 不需要理由 [4:02]
  - 作詞：唐玉セン / 作曲：卓吉祥 / 編曲：江建民
5. 愛する引力 [4:26] ＜「蠟燭愛情」の日本語バージョン＞
  - 作詞：森浩美 / 作曲：小林隆行 / 編曲：岸利至
6. mental (メンタル) [3:47]
  - 作詞：森浩美 / 作曲：小倉松庵 / 編曲：滝沢淑行
7. 泣いてないのに [4:08] ＜「貝殻」の日本語バージョン＞
  - 作詞：さいとういんこ / 作曲：深白色 / 編曲：滝沢淑行
8. 不愛了 [4:16]
  - 作詞・作曲：謝銘祐 / 編曲：屠穎
9. シアワセニナロウ [6:36] ＜「不敗の戀人」の日本語バージョン＞
  - 作詞：さいとういんこ / 作曲：陶宗慈 / 編曲：松井敬治
10. 姐 妳睡了嗎 [4:29]
  - 作詞：易家揚 / 作曲：周杰倫 / 編曲：王豫民

ボーナスCD（台湾盤『Happy Past Days』のみ）
1. 感情核心 [3:47] ＜「mental (メンタル)」の中国語バージョン＞
2. 坐在月亮上 [5:08] ＜「Powder of Star Light」の中国語バージョン＞